# 池鹭属
池鹭属是鵜形目鷺科的一個屬。本屬物種主要分布在旧大陆地区，目前共有6個物種。

## 命名歷史
本屬由德國動物學家弗里德里希·伯伊於1822年描述。其模式種指定為，即白翅黄池鹭。其屬名來自拉丁語的或，意指「綠簑鷺」（little bittern）。

## 下屬物種
本屬包含以下物種：
- 棕腹池鹭 Ardeola rufiventris (Sundevall, 1850)
- 白翅黄池鹭 Ardeola ralloides (Scopoli, 1769)
- 馬達加斯加池鷺 Ardeola idae (Hartlaub, 1860)
- 印度池鹭 Ardeola grayii (Sykes, 1832)
- 池鹭 Ardeola bacchus (Bonaparte, 1855)
- 爪哇池鹭 Ardeola speciosa (Horsfield, 1821)

## 外部連結
- 维基共享资源上的相關多媒體資源：池鹭属
- 維基物種上的相關：池鹭属